# Symplecta elongata
Symplecta elongata là một loài ruồi trong họ Limoniidae. Chúng phân bố ở miền Cổ bắc.